# Pierre Bourdin
Pierre Bourdin (Vincennes, 6 gennaio 1994) è un calciatore francese, difensore dell'Avranches.

## Caratteristiche tecniche
È un difensore centrale.

## Carriera

### Club
Cresciuto nel settore giovanile del Paris Saint-Germain, dal 2011 al 2014 ha militato nelle squadre riserve del club parigino collezionando 57 presenze.

### Nazionale
Ha giocato nelle nazionali giovanili francesi Under-16, Under-17, Under-18 ed Under-20.

## Palmarès

### Club

#### Competizioni nazionali
- Campionato belga di seconda divisione: 1

Beerschot: 2019-2020